# Nodirbek Abdusattorov
Nodirbek Abdusattorov (em usbeque: Nodirbek Fazliddin oʻgʻli Abdusattorov; Tasquente, 18 de setembro de 2004) é um grande mestre de xadrez uzbeque. Um prodígio do xadrez, ele ganhou o título de grande mestre aos 13 anos, 1 mês e 11 dias. Ele é o grande mestre com o maior rating do Uzbequistão.
Abdusattorov venceu o Campeonato Mundial de Xadrez Rápido de 2021, tornando-se o mais jovem Campeão Mundial de Xadrez Rápido aos 17 anos e 3 meses, e o mais jovem campeão mundial de xadrez aberto em qualquer formato de tempo, quebrando o recorde de Magnus Carlsen, que tinha 18 anos quando venceu o Campeonato Mundial de Xadrez Blitz de 2009. Abdusattorov derrotou Ian Nepomniachtchi em uma partida de desempate para vencer o campeonato de 2021. Em 2022, Abdusattorov jogou no tabuleiro 1 pelo Uzbequistão na 44ª Olimpíada de Xadrez, onde sua equipe ganhou ouro e ele ganhou uma medalha de prata individual por seu desempenho no tabuleiro 1. Abdusattorov também detém o recorde de jogador mais jovem a atingir um rating acima de 2400. Em abril de 2024, ele chegou a atingir 4º maior rating do mundo.

## Carreira no xadrez

### Início da carreira no xadrez
Em 2012, Abdusattorov venceu a divisão Sub 8 do Campeonato Mundial Juvenil de Xadrez em Maribor, na Eslovênia. Em 2014, aos nove anos de idade, ele derrotou dois grandes mestres, Andrey Zhigalko e Rustam Khusnutdinov, no 8º torneio Memorial Georgy Agzamov, realizado em sua cidade natal, Tasquente. Em 27 de junho de 2020, Abdusattorov ficou entre 2º e 6º lugar no 1º Memorial Mukhtar Ismagambetov junto com Shakhriyar Mamedyarov, Dmitriy Bocharov, Kazybek Nogerbek e Davit Maghalashvili, com uma pontuação de 8½/11. Na atualização do rating da FIDE de maio de 2015, ele estabeleceu um novo recorde para o jogador mais jovem a entrar no top 100 juniores, aos onze anos de idade.

### 2021
Em 2021, Abdusattorov venceu o primeiro grupo do PNWCC Super G60.
Ele se classificou para a Copa do Mundo de Xadrez de 2021, ranqueado como 68º, obteve vitória por W.O. na primeira rodada, derrotou Aravindh Chithambaram por 1½–½ na segunda rodada e venceu o quarto cabeça de chave Anish Giri por 3–1 nos desempates da terceira rodada antes de perder para Vasif Durarbayli por 4–2 na 4ª rodada.
Em setembro de 2021, Abdusattorov ficou em segundo lugar (atrás de Anish Giri) na Copa Tolstoi organizado pelo Museu-Estado Leo Tolstoi "Yasnaya Polyana" e pela Federação Russa de Xadrez.
Em dezembro de 2021, Abdusattorov venceu o Aberto El Llobregat, realizado na Espanha, com uma pontuação de 7/9.
Ele obteve outra vitória em um torneio aberto na Espanha, vencendo o Sitges Open, realizado entre os dias 13 e 23 de dezembro, com uma pontuação de 8/10, superando Ivan Cheparinov e Dmitrij Kollars nos desempates de blitz pelo primeiro lugar.
Em dezembro de 2021, Abdusattorov participou do Campeonato Mundial de Xadrez Rápido da FIDE de 2021. Nessa competição, ele alcançou uma pontuação preliminar de 9½/13, obtendo um empate quádruplo no primeiro lugar, ao derrotar, entre outros, o então campeão mundial de xadrez Magnus Carlsen e Fabiano Caruana. Com uma vitória subsequente de 1½/2 sobre Ian Nepomniachtchi no desempate, Abdusattorov venceu o Campeonato Rápido e se tornou o mais jovem Campeão Mundial Rápido da história e o mais jovem Campeão Mundial geral em qualquer um dos três formatos de controle de tempo reconhecidos.

### 2022
Em maio de 2022, ele venceu o Masters Sharja com uma performance de 2834.
Em agosto, ele jogou o tabuleiro 1 pelo Uzbequistão na 44ª Olimpíada de Xadrez em Chenai, em que sua equipe obteve o ouro nos desempates após vencer 8 partidas e empatar 3, com um placar de 19 (empatado com a Armênia). Ele ganhou uma medalha de prata individual por seu desempenho no tabuleiro 1 (+7-1=3) atrás de Gukesh D e teve uma performance no torneio de 2803.

### 2023
Em janeiro de 2023, Abdusattorov participou do torneio Tata Steel, no qual empatou em segundo lugar com Magnus Carlsen com uma pontuação de 8/13 (+4-1=8). Antes da última rodada, ele liderava a competição, mas foi ultrapassado por Anish Giri.
Na Copa do Mundo de Xadrez de 2023, Abdusattorov foi derrotado por Vahap Şanal na segunda rodada. Depois de empatar a primeira partida da rodada com as peças pretas, ele perdeu a segunda partida com as brancas. Ele teve uma folga na primeira rodada.
Em maio de 2023, Abdusattorov participou do Norway Chess 2023, no qual venceu o evento blitz com uma pontuação de 6/10, meio ponto acima de Alireza Firouzja e Shakhriyar Mamedyarov. No evento clássico, ele obteve uma pontuação ruim, de 9/27, terminando em nono lugar. O evento clássico foi vencido por Hikaru Nakamura.
Em outubro, ele participou do Qatar Masters Open 2023, obtendo uma pontuação de 7/9 (+5-0=4), empatando em primeiro lugar com seu compatriota Nodirbek Yakubboev. Ele perdeu nas partidas de blitz de desempate por 2 a 0, terminando em segundo lugar.

### 2024
Em janeiro, ele participou do torneio Tata Steel, empatando em 1º lugar com 8½/13 ao lado de Anish Giri, Gukesh D e Wei Yi, antes de ser eliminado nas semifinais no desempate pelo enxadrista chinês. Em fevereiro e março de 2024, Abdusattorov jogou no Festival Internacional de Xadrez de Praga. Ele terminou com uma pontuação de 6½/9, vencendo o evento com uma rodada de antecedência com uma performance de 2873. Esse resultado o impulsionou para o quarto lugar do mundo, com um rating de 2765.
Em abril e maio, Abdusattorov participou e venceu o Torneio TePe Sigeman, no qual empatou em primeiro com 4½/7 (+3-1=3) com Arjun Erigaisi e Peter Svidler, antes ganhar a competição no desempate, realizado no ritmo de blitz.
Em maio, ele participou do GCT Superbet Poland Rapid & Blitz. Nas partidas rápidas, ele terminou em 7º com 8/18 (vitórias nas rápidas contaram como 2 e empates como 1). No blitz, ele terminou em 5º com 9½/18, obtendo uma colocação geral de 6º lugar com 17½/36.
Em junho, Abdusattorov participou do UzChess Cup Masters, terminando em segundo lugar, atrás de Nodirbek Yakubboev. Ele marcou 5½/9 (+3-1=5).